# Ustav Jugoslavije iz 1974. godine
Ustav Socijalističke Federativne Republike Jugoslavije iz 1974., donesen je 21. veljače 1974. godine, a svečano ga je proglasio predsjednik Vijeća naroda Skupštine SFR Jugoslavije Mika Špiljak.

## Povijest

### Pozadina nastanka
Usvajanju Ustava prethodili su značajni politički događaji koji su se dogodili nekoliko godina ranije, a koji su označili početak federalizacije zemlje. U ljeto 1966. godine na Brijunskom plenumu Saveza komunista Jugoslavije (SKJ) smjenjen je sa svih funkcija Aleksandar Ranković, dotad jedan od najbližih suradnika Josipa Broza Tita. Ranković je bio protivnik federalizacije zemlje. Nakon smjene Rankovića je ojačala partijska struja liberala SKJ koju je predvodio Edvard Kardelj, a koji su bili za daljnje jačanje samoupravljanja i tržišta, smanjenje uloge centralne države i za veću federalizaciju države. Ustavnim amandmanima iz 1968. i 1971. na Ustav Jugoslavije iz 1963. godine, to je djelomično i napravljeno. 1971. uvedeno je Predsjedništvo SFRJ kao kolektivni organ rukovođenja. Zahtjevi za što većom republičkom samostalnošću posebno su bili izraženi u SR Hrvatskoj gdje je tokom Hrvatskog proljeća tražena veća financijska i politička samostalnost. Nakon što je osobno intervenirao u rješavanju hrvatske krize 1971., tako što je smjenio dotadašnje rukovodstvo, Tito se postepeno povukao iz unutrašnjeg političkog života.
U jesen 1972, smjenjeno je i rukovodstvo SR Srbije, a izvršene su smjene i u rukovodstvima SR Slovenije i SR Makedonije. Nakon ustavnih amandmana iz 1972. godine, došlo se do zaključka da zemlji treba novi Ustav.

### Rad na ustavu
Idejni kreator ustava bio je Kardelj koji je od 1970. godine bio je predsjednik Koordinacione komisije svih vijeća Savezne skupštine za ustavna pitanja. Njegova komisija je izradila ustavne amandmane 1971., a zatim pripremila novi Ustav Jugoslavije. SKJ je nakon velikih političkih potresa; Studentskih demonstracija 1968., Demonstracija na Kosovu 1968., Hrvatskog proljeća 1970. i brojnih štrajkova po poduzećima, bio svjestan da mora nešto poduzeti, te je izlaz ponovno nađen u daljnjem jačanju samoupravljanja.
Tokom javne rasprave o nacrtu budućeg ustava, profesor na Pravnom fakultet Sveučilišta u Beogradu, dr. Mihailo Đurić je osuđen na kaznu zatvora nakon održanog govora u kome se javno usprotivio planiranim ustavnim promjenama. Sukus njegovog negativnog stava bio je da SFR Jugoslavija time postaje samo geografski pojam, na čijem se tlu pod maskom dosljednog razvijanja ravnopravnosti između naroda, uspostavlja nekoliko nezavisnih, čak i međusobno suprotstavljenih nacionalnih država.

## Novine ustava
Novi ustav koji je ostao na snazi sve do raspada Jugoslavije 1990-ih., samo je djelomično preinačio decentralizaciju provedenu ustavnim amandmanima ranih 1970-ih. S 406 članaka bio je jedan od najdužih ustava u svijetu. On je trebao dodatno ojačati i zaštiti samoupravni sistem od uplitanja države, te dodatno ojačati zastupljenost republika i pokrajina u svim izbornim i političkim tijelima. Po njemu su republike definirane kao države i samoupravne zajednice. Odluke u Skupštini SFR Jugoslavije mogle su biti donesene jedino konsenzualno, jer je svaka republika i pokrajina mogla uložiti veto ako joj prijedlog nekog zakona nije bio po volji. Ustavom je preoblikovana Skupštini SFR Jugoslavije kao najviši izraz samoupravnog sistema. Ustav je propisao složeni izborni postupak za to tijelo, on je kretao od lokalnih organizacija udruženog rada i političkih organizacija (SKJ, SSRNJ, SSOJ, SSJ, SUBNOR). Među njima su se birali članovi općinskih skupština, nakon tog su one među svojim članovima birali članove pokrajinskih i republičkih skupština, a koje su na kraju između svojih članova birali delegate za dva doma Savezne skupštine; Savezno vijeće, te Vijeće republika i pokrajina. Kao i prethodni Ustav iz 1974. pokušao je poboljšati ravnotežu između ekonomske i etničke raznolikosti s jedne strane, te komunistički ideal društvenog jedinstva s druge strane.
Josip Broz Tito proglašen je doživotnim predsjednikom i Vrhovnim komandantom, te je formirano Predsjedništvo SFRJ kao kolektivni organ upravljanja. Prvi put je u najvišem pravnom aktu države navedeno da SFR Jugoslavija ima himnu. Uveden je društveni pravobranilac samoupravljanja kao samostalni organ koji je pokretao postupak za zaštitu samoupravnih prava radnih ljudi i društvene svojine.
Novi Ustav je smanjio broj članova Predsjedništva s 23 na 9 članova, po jednog iz svake republike i pokrajine, te predsjednika SKJ (koji je imao položaj ex-officio). Na taj način je SKJ pokušala osigurati svoju ulogu u vođenju nacionalne politike kroz automatsko uključivanje predsjednika SKJ u državno Predsjedništvo. Ono je mehanizmima dogovora i konsenzusa trebalo osigurati opstanak i funkcioniranje višenacionalne Jugoslavije i nakon Titove smrti. Novi ustav dodatno je proširio zaštitu individualnih prava i sudski postupak, uz ogradu da se te slobode ne smiju koristiti za rušenje društvenog sistema. SAP Kosovo i SAP Vojvodina, dvije konstitutivne pokrajine SR Srbije, dobile su bitno veću autonomiju, uključujući i pravo veta u srpskoj skupštini. Ova promjena postala je užareno političko pitanje sredinom 1980-ih, i na neki način bila jedan od uzroka raspada Jugoslavije. Bosanski Muslimani su prvi put dobili ravnopravni status naroda unutar jugoslavenske zajednice.
Jedna od novina ustava bili su i OOUR-i, zamišljeni kao asocijacije slobodnih proizvođača. OOUR-ima se htjela povećati efikasnost privrede i osnažiti radničko samoupravljanje koje je trebalo postati integrativni faktor jugoslavenskog društva.
Nakon saveznog, mijenjali su se svi republički i pokrajinski ustavi, koji su se morali uskladiti s novim saveznim ustavom.

## Načela Ustava
Uvodni dio Ustava iz 1974. godine izlaže 10 osnovnih načela:
1. Državno uređenje: Jugoslavija se definira kao savezna republika ravnopravnih naroda i narodnosti, slobodno ujedinjenih na principu bratstva i jedinstva u ostvarenju posebnog i zajedničkog interesa, sa pravom naroda na samoopredjeljenje do odcjepljenja. Nosioci suvereniteta naroda i narodnosti su republike i pokrajine u granicama svojih ustavnih nadležnosti. Odlučivanje u federaciji zasniva se na sporazumjevanju i uzajamnosti prava i obaveza republika i pokrajina. Društveno-ekonomski odnosi ustrojavaju se kao socijalistički samoupravni sistem.
2. Društveno-ekonomsko uređenje: Kao osnovu društveno-ekonomskog sustava navodi se društveno vlasništvo nad sredstvima za proizvodnju, pravo radnog čovjeka na samoupravljanje i uživanje plodova rada, solidarnost i uzajamnost prava i obaveza svih društvenih činilaca. Suprotnim ustavu smatraju se svi oblici privatizacije društvenih sredstava, kao i „birokratska“ ili „tehnokratska“ uzurpacija sredstava ili monopolizacija odlučivanja.
3. Ekonomski sistem: Društveno vlasništvo nema pravnog titulara, nosilac vlasničkih prava nisu ni političke institucije, ni ekonomski subjekti, ni građani. O raspodjeli dohotka odlučuju radni ljudi ograničeni društveno utvrđenim mjerilima raspodjele na potrošnju i reprodukciju. Društveno vlasništvo i radni ljudi organiziraju se u Osnovne organizacije udruženog rada. Ekonomiju karakteriziraju novčani, kreditni i tržišni sistem a kao osnova regulatornih mehanizama zamišljaju se povezivanje, samoupravno sporazumjevanje, društveno dogovaranje, planiranje rada i razvoja između organizacija udruženog rada, samoupravnih i društveno-političkih organizacija i zajednica. Društvene djelatnosti kao obrazovanje, nauka, kultura, zdravstvo organiziraju se u Samoupravne interesne zajednice koje predstavljaju spoj između organizacija udruženog rada i javnog interesa. Rad u samostalnim djelatnostima u privatnom vlasništvu i rad poljoprivrednika uređuju se na istim principima kao i u organizacijama udruženog rada. Kao opći interes na nivou SFRJ utvrđuje se usklađeni razvoj privrede kroz financiranje razvoja nedovoljno razvijenih republika i pokrajina.
4. Socijalistička samoupravna demokracija: Socijalistička samoupravna demokracija definira se kao poseban oblik diktature proletarijata koji se osigurava kroz zabranu društveno-ekonomskog i političkog organiziranja usmjerenog na uspostavljanje kapitalističkih odnosa. Vlast radnih ljudi ostvaruje se kroz samoupravljanje i odlučivanje u osnovnim organizacijama udruženog rada, samoupravnim interesnim zajednicama i mjesnim zajednicama i kroz delegiranje predstavnika na više nivoe, u organe upravljanja samoupravnih organizacija i u skupštine društveno-političkih organizacija. Proklamiraju se principi javnosti rada svih organa vlasti i samoupravljanja, osobne odgovornosti, društvene kontrole i smjenjivosti nosilaca funkcija, zaštite ustavnosti i zakonitosti, ali se dominantna uloga u sprovođenju ovih principa zadržava u okvirima Ustavom određenih političkih organizacija. Društvena samozaštita definira se kao aktivnost svih društvenih činilaca na zaštiti samoupravnog ustavnog uređenja. Utvrđuje se sloboda društveno-političkog organiziranja radnih ljudi, ali uz obavezu poštovanja okvira samoupravnog socijalističkog sistema kojim dominira Ustavom nadređena politička organizacija.
5. Slobode i prava čovjeka i građanina: Slobode i prava čovjeka i građanina ograničene su interesima socijalističkog društva. Proklamira se sloboda naučnog, kulturnog i umjetničkog stvaralaštva, obrazovanje se temelji na osnovama naučnog socijalizma, socijalna politika temelji se na prevazilaženju razlika proisteklih iz nejednakih uvjeta života i rada, osiguravaju se boračka prava i socijalna sigurnost, zaštita i unaprijeđenje čovjekove sredine.
6. Općenarodna obrana: Općenarodna obrana je sredstvo osiguravanja politike mira, suprotstavljanja agresiji i pritiscima, čiji je sastavni dio jačanje obrambene sposobnosti zemlje. Podrazumijeva učešće svih društveno-političkih institucija i samoupravnih organizacija na svim nivoima u odbrani nezavisnosti, suvereniteta, teritorijalne cjelokupnosti i samoupravnog poretka. Predviđa se jedinstvo zapovijedanja oružanim snagama.
7. Međunarodni odnosi SFRJ: Međunarodni odnosi SFRJ zasnivaju se na principima miroljubive koegzistencije i aktivne suradnje ravnopravnih država i naroda, pridržavanju načela Povelje Ujedinjenih naroda, ispunjavanju međunarodnih obaveza i aktivnom sudjelovanju u međunarodnim organizacijama. SFRJ se zalaže za nemješanje u unutarnje poslove drugih zemalja, socijalistički internacionalizam, odbacivanje upotrebe sile u međunarodnim odnosima do ostvarenja općeg razoružanja, za pravo naroda na oslobodilačku borbu radi samoopredjeljenja, nezavisnosti i slobodnog izbora društveno-političkog uređenja, za zaštitu prava nacionalnih manjina, ravnopravne ekonomske odnose u svijetu, poštovanje prihvaćenih normi međunarodnog prava.
8. Uloga političkih i sindikalnih organizacija: Savez komunista Jugoslavije po ustavu ima odgovornost nosioca političkih aktivnosti na zaštiti i daljem razvoju samoupravnih socijalističkih odnosa. Socijalistički savez radnog naroda Jugoslavije je najširi demokratski front radnih ljudi i građana i nalazi se pod vođstvom Saveza komunista radi ostvarivanja političkog i akciijskoga jedinstva. U njegovom okviru moguće je raspravljanje društvenih pitanja, pokretanje političkih inicijativa, usklađivanje mišljenja do utvrđivanja političkih stavova. U ustavom povjerene funkcije Socijalističkog saveza spadaju pitanja kadrovske politike, utvrđivanje kandidata za delegate i vršioce funkcija u samoupravnim i društveno-političkim organizacijama, vršenje društvene kontrole nad radom organa vlasti, organa upravljanja samoupravnih organizacija i nosilaca funkcija, ostvarivanje uticaja nad sistemom javnog informiranja. Dobrovoljno sindikalno organiziranje integrirano je u socijalističke samoupravne odnose. Sindikat je ovlašten da delegira predstavnike u organe upravljanja organizacija udruženog rada i u društveno-političke organizacije, da inicira i neposredno sudjeluje u samoupravnom sporazumijevanju i društvenom dogovaranju.
9. Ciljevi društveno-ekonomskog i političkog sistema: Cilj društveno-ekonomskog i političkog sistema utvrđenog ustavom SFRJ je razvoj materijalne osnove i društvenih odnosa u pravcu ostvarenja načela komunizma „Svako prema sposobnostima — svakome prema potrebama“. Svi društveni činioci pozivaju se da „doprinose ostvarivanju ljudskih sloboda i prava, humaniziranju društvene sredine i ljudske ličnosti, jačanju solidarnosti i čovječnosti među ljudima i poštovanju ljudskog dostojanstva“ i da izgrađuju odnose među ljudima u pravcu stvaranja uvjeta za otklanjanje prinude i ka svijesti o zajedničkim interesima.
10. Osnova tumačenja ustava i zakona: Osnova tumačenja ustava i zakona su načela socijalističkog samoupravnog društva izražena u uvodnom dijelu Ustava SFRJ.

## Kontroverze oko Ustava iz 1974. i njegovog provođenja u praksi
Najviše primjedbi na Ustav dolazilo je iz SR Srbije, zbog davanja autonomije formalno njenim pokrajinama Kosovu i Vojvodini. Za Titova i Kardeljeva života, to nije bilo jako izraženo, tu i tamo bi se tražilo od saveznih organa da oni svojim autoritetom uvjere pokrajine da ispravno interpretiraju Ustav, po kojem je SR Srbija ipak bila suverena republika s odgovarajućim stupnjem autonomije za svoje pokrajine. Međutim, nakon Kardeljeve (1979) i Titove smrti (1980), u Srbiji su ojačale snage koje su tražile promjenu Ustava. Početkom 1987, nakon upornih nastojanja rukovodstva SR Srbije, Predsjedništvo SFRJ iniciralo je usvajanje više od 130 amandmana u Skupštini SFRJ. Nakon pobjede Slobodana Miloševića na 8. sjednici CK SK Srbije, u rujnu 1987. godine, novo srbijansko rukovodstvo tražilo je ukidanja postojećeg ustava. Kad im to nije uspjelo na saveznom nivou, smjenili su kompletna pokrajinska rukovodstava krajem 1988., a u proljeće 1989. izglasali amandmane na Ustav Srbije, kojim su znatno suzili autonomiju SAP Kosova i SAP Vojvodine. Konačni raskid s postoječim ustavom Srbija je izvršila u rujnu 1990., kad je izglasala potpuno novi ustav.
Sličan proces odvijao se i u Sloveniji, u veljači 1990. godine usvojeno niz amandmana, kojim je raskinuto socijalističko uređenje. U Hrvatskoj su nakon izbora 1990. prvo amandmanima izbačena sva socijalistička obilježja, a u prosincu je izglasan novi Ustav. Bosna i Hercegovina i Makedonija su u jesen 1990., nakon izbora, odbacile postoječi ustav, a SR Crna Gora je raskid formalizirala donošenjem novog republičkog Ustava u jesen 1992. godine.

## Vanjske poveznice
- Tekst Ustava SFRJ iz 1974. god. na Wikizvoru